# Layla and Other Assorted Love Songs
Layla and Other Assorted Love Songs — единственный студийный альбом группы Derek and the Dominos, вышедший в 1970 году. Является двойным, но большинство переизданий умещают четыре стороны оригинального винилового издания на одном компакт-диске.
Альбом содержит несколько кавер-версий, большинство оригинальных композиций написано Клэптоном в соавторстве с американским музыкантом Бобби Уитлоком. Его нередко называют самым значительным музыкальным достижением Эрика Клэптона.

## Об альбоме
После распада группы Cream Эрик Клэптон принял участие в нескольких музыкальных проектах, участвовал в собственной недолговечной группе Blind Faith, в том числе сыграл в нескольких концертах с дуэтом Delaney & Bonnie. Весной 1970 года Клэптон узнал, что дуэт Delaney & Bonnie покинули аккомпанирующие музыканты: басист Карл Рэйдл, барабанщик Джим Гордон, и клавишник Бобби Уитлок. Воспользовавшись этим случаем, Клэптон собрал новую группу, получившую название Derek and the Dominos.
В декабре 1970 года группа Derek and the Dominos выпустила свой единственный студийный альбом Layla and Other Assorted Love Songs, в записи которого приняли участие музыканты, занявшие впоследствии 2-е и 4-е место в списке 100 величайших гитаристов всех времён по версии журнала Rolling Stone. Альбом получил смешанные отзывы критиков, но продавался довольно успешно и достиг 16-й позиции в списках Billboard Top LP’s, хотя и не попал в чарты Британии. В 2003 году VH1 поставил альбом Layla and Other Assorted Love Songs на 89-ю позицию в списке величайших альбомов всех времён. В том же году журнал Rolling Stone поместил альбом на 115 место из 500 величайших альбомов всех времён.
Поводом для сочинения заглавной песни «Layla» стала неразделённая любовь Эрика Клэптона к Патти Бойд, жене его друга Джорджа Харрисона. Название песни было навеяно восточной легендой «Лейли и Маджнун», воспетой классиком персидской поэзии, азербайджанским поэтом Низами Гянджеви. Лейлу насильно выдали замуж, и её возлюбленный Кейс (прозванный меджнуном, перс. مجنون‎ «одержимый; безумный») ушёл от своего племени в пустыню и жил одиноко, слагая песни в честь Лейлы. Лейла переехала с мужем в Ирак, где вскоре заболела от тоски по Кейсу и умерла. Через несколько лет был найден мёртвым и Кейс. В своей автобиографии Клэптон пишет, что узнал об этой легенде от своего друга Иэна Далласа.
С Патти Бойд связаны и многие другие композиции этого альбома, например, открывающие альбом «I Looked Away» и «Bell Bottom Blues». По воспоминаниям Клэптона, однажды Бойд попросила привезти ей джинсовые брюки клёш (bell-bottoms) из поездки в США (этот стиль в то время входил в моду в Великобритании), что и дало название песне.

## Список композиций
| №  | Название                                    | Автор(ы)                   | Длительность |
| -- | ------------------------------------------- | -------------------------- | ------------ |
| 1. | «I Looked Away»                             | Эрик Клэптон, Бобби Уитлок | 3:04         |
| 2. | «Bell Bottom Blues»                         | Эрик Клэптон               | 5:06         |
| 3. | «Keep on Growing»                           | Эрик Клэптон, Бобби Уитлок | 6:22         |
| 4. | «Nobody Knows You When You’re Down and Out» | Джимми Кокс                | 4:57         |

| №  | Название             | Автор(ы)                     | Длительность |
| -- | -------------------- | ---------------------------- | ------------ |
| 1. | «I Am Yours»         | Эрик Клэптон, Низами         | 3:32         |
| 2. | «Anyday»             | Эрик Клэптон, Бобби Уитлок   | 6:37         |
| 3. | «Key to the Highway» | Биг Билл Брунзи, Чарли Сегар | 9:47         |

| №  | Название                          | Автор(ы)                   | Длительность |
| -- | --------------------------------- | -------------------------- | ------------ |
| 1. | «Tell the Truth»                  | Эрик Клэптон, Бобби Уитлок | 6:45         |
| 2. | «Why Does Love Got to Be So Sad?» | Эрик Клэптон, Бобби Уитлок | 4:50         |
| 3. | «Have You Ever Loved a Woman»     | Билли Майлс                | 6:51         |

| №  | Название                   | Автор(ы)                  | Длительность |
| -- | -------------------------- | ------------------------- | ------------ |
| 1. | «Little Wing»              | Джими Хендрикс            | 5:23         |
| 2. | «It’s Too Late»            | Чак Уиллис                | 3:45         |
| 3. | «Layla»                    | Эрик Клэптон, Джим Гордон | 7:10         |
| 4. | «Thorn Tree in the Garden» | Бобби Уитлок              | 2:51         |

| №   | Название | Автор(ы)                   | Длительность |
| --- | --- | -------------------------- | ------------ |
| 1.  | «Mean Old World» | Уолтер Джейкобс            | 3:52         |
| 2.  | «Roll It Over» | Эрик Клэптон, Бобби Уитлок | 4:31         |
| 3.  | «Tell the Truth» (Single Version)                                                                                            | Эрик Клэптон, Бобби Уитлок | 3:23         |
| 4.  | «It’s Too Late» (концертная запись выступления в The Johnny Cash Show, 11 мая 1970 года)                                     | Чак Уиллис                 | 4:11         |
| 5.  | «Got to Get Better in a Little While» (концертная запись выступления в The Johnny Cash Show, 11 мая 1970 года)               | Эрик Клэптон               | 6:34         |
| 6.  | «Matchbox» (концертная запись выступления в The Johnny Cash Show, 11 мая 1970 года с участием Джонни Кэш и Карлом Перкинсом) | Карл Перкинс               | 3:56         |
| 7.  | «Blues Power» (концертная запись выступления в The Johnny Cash Show, 11 мая 1970 года)                                       | Эрик Клэптон, Леон Расселл | 6:31         |
| 8.  | «Snake Lake Blues» (New Mix)                                                                                                 | Эрик Клэптон, Бобби Уитлок | 3:34         |
| 9.  | «Evil» (New Mix) | Вилли Диксон               | 4:34         |
| 10. | «Mean Old Frisco» (New Mix)                                                                                                  | Артур Крудап               | 4:04         |
| 11. | «One More Chance» (New Mix)                                                                                                  | Эрик Клэптон               | 3:15         |
| 12. | «Got to Get Better in a Little While» (Jam)                                                                                  | Эрик Клэптон               | 3:45         |
| 13. | «Got to Get Better in a Little While» (New Mix)                                                                              | Эрик Клэптон               | 6:05         |

## Участники записи
Список составлен по сведениям базы данных Discogs и статьи Ричарда Бускина в Sound on Sound, нумерация треков указана по изданию в формате компакт-диска.

| Derek and the Dominos: - Эрик Клэптон — соло-, ритм-, и акустическая гитара, основной вокал - Бобби Уитлок — орган, фортепиано, вокал, акустическая гитара - Джим Гордон — ударные, перкуссия, фортепиано - Карл Рэйдл — бас-гитара, перкуссия | Приглашённые музыканты: - Дуэйн Оллман — слайд- и соло- гитара (песни 4 — 14) - Альби Галутен — фортепиано (песня 4) |

| Технический персонал: альбом Layla and Other Assorted Love Songs - Derek and the Dominos — продюсер - Том Дауд — исполнительный продюсер - Рон Альберт — звукорежиссёр - Чак Киркпатрик — звукорежиссёр - Хоуи Альберт — звукорежиссёр - Карл Ричардсон — звукорежиссёр - Мак Эммерман — звукорежиссёр - Эл Браун — мастеринг-инженер, инженер нарезки лакового слоя - Эмиль Теодор Франдсен де Шомберг — художник «La Fille au Bouquet» | Технический персонал: альбом The Layla Sessions - Билл Левенсон — продюсер - Стив Ринкофф — инженер сведе́ния - Дэн Геллерт — ассистент звукорежиссёра - Боб Людвиг — мастеринг-инженер - Скотт Халл — цифровое редактирование - Митчелл Каннер — арт-директор - Джордж Лебон — арт-директор - Джин Санторо — автор текста для буклета |

## Позиции в хит-парадах
| Год       | Хит-парад                              | Высшая позиция | Пребывание в чарте |
| --------- | -------------------------------------- | -------------- | ------------------ |
| 1970—2024 | США (Billboard Top LP’s)               | 16             | 65 недель          |
|           |                                        |                |                    |
| 1971—1972 | Канада (RPM Albums Chart)              | 11             | 23 недели          |
|           |                                        |                |                    |
| 2011      | Великобритания (Physical Albums Chart) | 61             | 1 неделя           |
| 2011      | Великобритания (UK Albums Chart)       | 68             | 1 неделя           |
| 2011      | Германия (Offizielle Top 100)          | 69             | 1 неделя           |
| 2011      | Шотландия (Scottish Albums Chart)      | 68             | 1 неделя           |
|           |                                        |                |                    |
| 2018      | Великобритания (Album Downloads Chart) | 69             | 1 неделя           |
|           |                                        |                |                    |
| 2020      | Великобритания (Album Downloads Chart) | 60             | 1 неделя           |
| 2020      | Великобритания (Albums Sales Chart)    | 69             | 2 недели           |
| 2020      | Великобритания (Physical Albums Chart) | 72             | 2 недели           |
| 2020      | Шотландия (Scottish Albums Chart)      | 65             | 1 неделя           |
|           |                                        |                |                    |
| 2021      | Великобритания (Albums Sales Chart)    | 72             | 1 неделя           |
| 2021      | Великобритания (Physical Albums Chart) | 59             | 1 неделя           |
| 2021      | Великобритания (Vinyl Albums Chart)    | 17             | 1 неделя           |
| 2021      | Шотландия (Scottish Albums Chart)      | 57             | 1 неделя           |

| Год  | Хит-парад                          | Позиция |
| ---- | ---------------------------------- | ------- |
| 1971 | США (Billboard Top Popular Albums) | 71      |
|      |                                    |         |
| 1972 | США (Billboard Top Popular Albums) | 73      |